# Glenn Monroig
Glenn Monroig (* 22. April 1957 in San Juan) ist ein puerto-ricanischer Cantautor.

## Leben
Glenn Monroig ist ein Sohn des Sängers Gilberto Monroig, der 1980 u. a. mit Songs wie Jamás te voy a abandonar así otra vez, debütierte. Mit Mírame a los ojos, einem Favoriten im puerto-ricanischen Rundfunk, nahm er 1982 am Festival der OTI teil. 1983 sang er No finjas, den ersten RAP-Song in spanischer Sprache. Als einer der ersten Sänger setzte er sich 1984 in Me dijeron ernsthaft mit dem Thema Homosexualität auseinander. Zwei Jahre später entstand mit Por siempre, der spanischen Version von Kenny Loggins’ Forever einer der großen Klassiker seines Repertoires.
Musiker wie Luis Enrique, María Conchita Alonso, Cheo Feliciano, Lucecita Benítez, Nydia Caro und Gilberto Monroig interpretierten die Songs Monroigs. Seine Komposition Todo depende de ti wurde 1988 in der Interpretation von Ednita Nazario, Danny Rivera, Yolandita Monge, Sophy, Lourdes Robles und dem Internationalen Quintett Menudo die Kampfhymne gegen Drogen. Sein Album Apasionado stand 1988 an erster Stelle der Charts. Bei Aufnahmen wurde er u. a. von den Pianisten Alberto Favero und Jorge Dalto, dem Saxophonisten David Sanborn, dem Schlagzeuger Buddy Williams und dem Bassisten Marcus Miller begleitet.
1982 gründete Monroig sein eigenes Plattenlabel (Mamokú) und Tonstudio und produzierte u. a. Casa nueva... vida nueva mit seinem Vater Gilberto Monroig, Ese soy yo mit dem mexikanischen Sänger Emmanuel, Devórame mit der Brasilianerin Elba Ramalho und Yo que te adoré mit Lunna. Als Regisseur und Produzent drehte er das Musikvideo Hola (1983), und 1986 führte er im Fernsehspecial Caricatura für die Sängerin Lissette Regie. 
2000 gab Monroig ein Konzert im ausverkauften Centro de Bellas Artes in Guaynabo, dem weitere erfolgreiche Konzerte (2003, 2006 und 2007) folgten. Die seinem Vater gewidmete Aufnahme A papi wurde 2007 von der Fundación Nacional para la Cultura Popular als Plattenproduktion des Jahres ausgezeichnet. In der Sala de Festivales des Centro de Bellas Artes stellte er 2012 in einem Konzert 35 Songs seines Repertoires vor. Im Folgejahr begleitete er seinen Freund Carlos Vives auf dessen Tournee Como le gusta a mi pueblo. Im Dezember nahm er für eine jährlich von der Banco Popular de Puerto Rico produzierte DVD Beethovens Ode an die Freude mit dem Tenor Ricardo Dávila und den Sopranistinnen María Leticia Hernández und Lourdes Robles auf. 2014 feierte er mit der Show Trayectoria Sinfónica mit dem Orquesta Sinfónica Juvenil de Puerto Rico sein vierzigjähriges Bühnenjubiläum.